# Cantó de Dinard
El cantó de Dinard (bretó Kanton Dinarzh) és una divisió administrativa francesa situat al departament d'Ille i Vilaine a la regió de Bretanya.

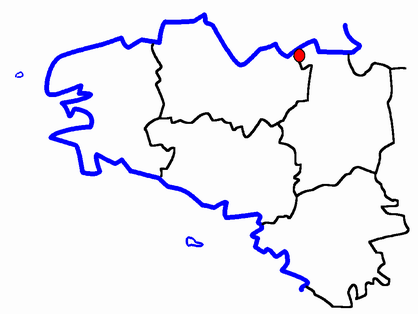
Situació del cantó

## Composició
El cantó aplega 6 comunes :
| Nom francès          | Nom bretó            | Població | km²   | Codi Postal | Codi INSEE |
| Dinard               | Dinarzh              | 10.430   | 7,84  | 35800       | 35093      |
| La Richardais        | Kerricharzh-an-Arvor | 2.120    | 3,14  | 35780       | 35241      |
| Le Minihic-sur-Rance | Minic'hi-Poudour     | 1.267    | 3,91  | 35870       | 35181      |
| Pleurtuit            | Pleurestud           | 4.547    | 29,67 | 35730       | 35228      |
| Saint-Briac-sur-Mer  | Sant-Briag           | 2.054    | 8,06  | 35800       | 35256      |
| Saint-Lunaire        | Sant-Luner           | 2.250    | 10,27 | 35800       | 35287      |
| Cantó                | Dinarzh              | 22.668   | 62,89 | -           | 3510       |

## Evolució demogràfica
| 1962   | 1968   | 1975   | 1982   | 1990   | 1999   |
| ------ | ------ | ------ | ------ | ------ | ------ |
| 17.967 | 17.765 | 18.215 | 19.825 | 21.283 | 22.668 |

## Història
| Data d'elecció                           | Identitat       | Partit | Qualitat |
| ---------------------------------------- | --------------- | ------ | -------- |
| 1964-1988                                | Yvon Bourges    | RPR    |          |
| 1988-1994                                | Antoine Launay  | PS     |          |
| 1994-2008                                | Charles Thépaut | RPR    |          |
| 2008-                                    | Michel Penhoët  | PRG    |          |
| les dades anteriors no són pas conegudes |                 |        |          |
|                                          |                 |        |          |